# Лёвеншельд, Северин
Северин Лёвеншельд (норв. Severin Løvenskiold; 7 февраля 1777, Порсгрунн, Телемарк — 15 сентября 1856, Гьерпен, Шиен) — норвежский политический и государственный деятель, премьер-министр Норвегии в Стокгольме (10 июля 1828 — 27 февраля 1841), генерал-губернатор Норвегии (1841—1856).

## Биография
Сын камергера Северина Лёвеншельда (1743—1818). Двоюродный брат по матери Йёргена Оля, Нильса и Якоба, которые занимали высокие государственные посты.
Первоначально получил домашнее образование. В 9-летнем возрасте был отправлен в Германию, где получил формальное образование. После учёбы в Вандсбеке (ныне Гамбург), в Ойтине, в Саксонии и в Силезии, где изучал горное дело, вернулся в 1794 году на родину. Позже изучал право в Копенгагенском университете.
Позже нескольких лет был на государственной службе в Христиании. С 1803 по 1813 год — губернатор графства. Девять лет работал представителем датско-норвежского короля, ушел с этой должности в 1813 году. Был участником собрания знати в Эйдсволле, на котором Норвегия провозгласила независимость от Дании 16 февраля 1814 года.
В 1828 году был назначен премьер-министром Норвегии и главой кабинета министров Норвегии в Стокгольме.